# Ефект Пастера
Ефект Пастера — ефект інгібуючої дії кисню на процес анаеробного дихання (бродіння). Ефект був відкритий в 1857 році Луї Пастером, який показав, що аерування культури дріжджів викликає зростання швидкості росту дріжджів, але падіння швидкості бродіння.

## Пояснення
Ефект легко пояснити, оскільки дріжджі, що є факультатичними анаеробами, можуть отримувати енергію, використовуючи два різні метаболічні шляхи. Коли концентрація кисню низька, продукція гліколізу (піруват) перетворюється на етанол і вуглекислоту із низьким виходом енергії (2 моля АТФ на моль глюкози). Якщо концентрація кисню висока, піруват перетворюється на ацетил-CoA, який може використовуватися в циклі Кребса, що збільшує ефективність до 38 моль АТФ на 1 моль глюкози.
За анаеробними умовами, швидкість метаболізму глюкози швидша, але кількість АТФ, що виробляється (як вже було згадано), менша. За аеробними умовами швидкість гліколізу зменшується, тому що збільшення виробництва АТФ діє як алостеричний інгібітор цього шляху. Це вигідно для дріжджів, тому що більша кількість АТФ виробляється з меншими затратами енергії.

## Практичне значення
Всі процеси, що застосовуються для виробництва спирту, проводяться за анаеробними умовами, тоді як отримання дріжджів для біомаси проводиться за аеробними умовами, при активному аеруванні культури.